# Тазеєва Міннесагіра Тазеївна
Міннесагіра Тазеївна Тазеєва (тат. Миңнесәгыйрә Таҗи улы Таҗиева; нар. 1936) — новатор у сільському господарстві, зоотехнік. Герой Соціалістичної Праці.

## Біографія
Народилася 6 серпня 1936 року в селі Кузкеєво Мензелінського району Татарської АРСР.
Закінчила Мензелінський сільськогосподарський технікум (1973).
З 1953 — телятница, з 1955 — доярка радгоспу «Татарстан», з 1972 — зоотехнік, завідувач кормовою лабораторією, з 1978 — начальник дільниці.
У 1989-1991 роках — зоотехнік свинокомплексу, радгоспу «Сосновоборський» Тукаєвського району.
Колектив репродуктивної ділянки, очолюваний Тазеєвою, виконав план 11-ї п'ятирічки (1981-1985) по валовому виробництву м'яса в липні 1984 року (113 %). Тільки за 1986-1989 отримано валових приростів 43 780 ц (118,0 %) і 124,4 тис. голів поросят (106,1 %).
В даний час знаходиться на пенсії і проживає в Тукаєвському районі Татарстану.

## Нагороди та звання
- Звання Герой Соціалістичної Праці присвоєно за видатні успіхи, досягнуті в розвитку сільськогосподарського виробництва і виконання п'ятирічного плану продажу державі продуктів землеробства і тваринництва (1971).
- Заслужений тваринник Татарської АРСР (1985).
- Нагороджена орденом Леніна, золотою та бронзовою медалями ВДНГ СРСР.

## Пам'ять
Занесені в республіканську ленінську ювілейну Книгу трудової слави (1970), Книгу пошани в честь 40-річчя Перемоги 1941-1945 рр. (1985).